# Tillandsia reichenbachii
Tillandsia reichenbachii är en gräsväxtart som beskrevs av John Gilbert Baker. Tillandsia reichenbachii ingår i släktet Tillandsia och familjen Bromeliaceae. Inga underarter finns listade i Catalogue of Life.

## Bildgalleri

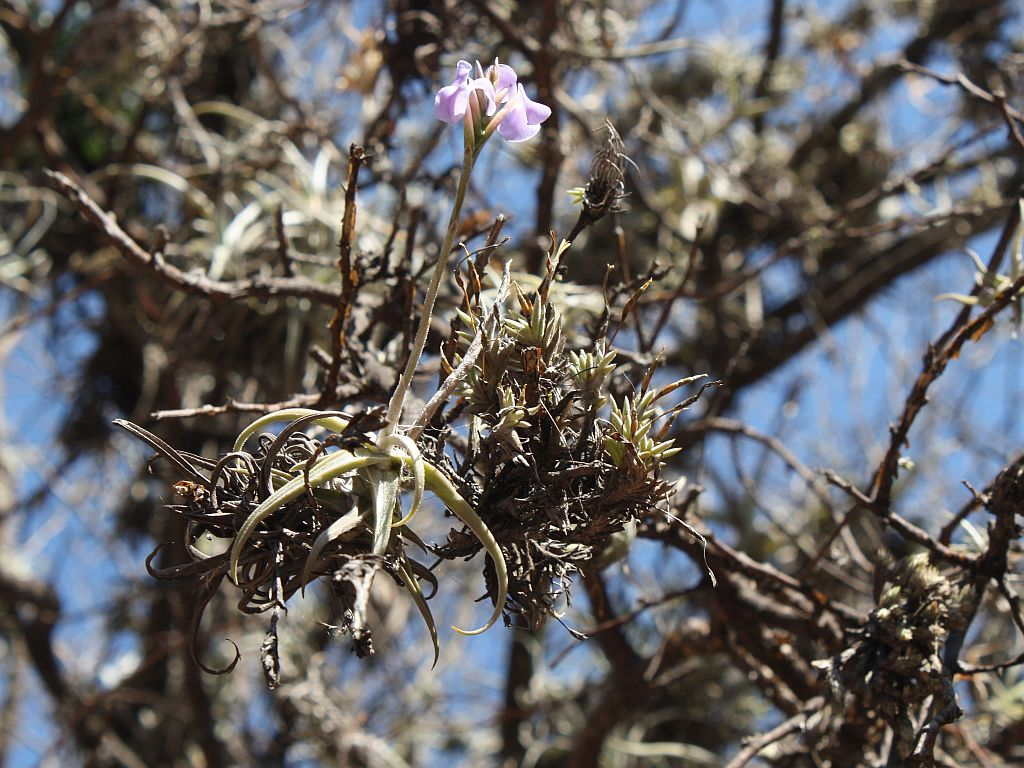